# نيكولاس هرننكورت
نيكولاس هرننكورت (بالألمانية: Nikolaus Harnoncourt) (مواليد 6 ديسمبر 1929 في برلين - 5 مارس 2016)، هو قائد فرقة موسيقية نمساوي المعروف بأدائه للموسيقى الكلاسيكية.

## روابط خارجية
- نيكولاس هرننكورت على موقع IMDb (الإنجليزية)
- نيكولاس هرننكورت على موقع مونزينجر (الألمانية)
- نيكولاس هرننكورت على موقع ميوزك برينز (الإنجليزية)
- نيكولاس هرننكورت على موقع أول موفي (الإنجليزية)
- نيكولاس هرننكورت على موقع قاعدة بيانات الأفلام السويدية (السويدية)
- نيكولاس هرننكورت على موقع أول ميوزيك (الإنجليزية)
- نيكولاس هرننكورت على موقع ديسكوغز (الإنجليزية)
- نيكولاس هرننكورت على موقع قاعدة بيانات الفيلم (الإنجليزية)
- نيكولاس هرننكورت على موقع كينوبويسك (الروسية)